# آبنگوا
آبنگوا (انگلیسی: Abengoa) شرکت برق اسپانیایی است، که در سال ۲۰۰۲ تأسیس شد.